# Чапле-Малі
Чапле-Малі (пол. Czaple Małe) — село в Польщі, у гміні Ґолча Меховського повіту Малопольського воєводства.
Населення — 415 осіб (2011).
У 1975-1998 роках село належало до Краківського воєводства.

## Демографія
Демографічна структура станом на 31 березня 2011 року:
|          | Загалом | Допрацездатний вік | Працездатний вік | Постпрацездатний вік |
| -------- | ------- | ------------------ | ---------------- | -------------------- |
| Чоловіки | 209     | 36                 | 149              | 24                   |
| Жінки    | 206     | 43                 | 109              | 54                   |
| Разом    | 415     | 79                 | 258              | 78                   |